# الخش (جبل)
جبل الخُش (بضم الخاء المعجمة، ثم شين معجمة في آخره) هو جبل صغير يقع في تهامة في ديار قبيلة بلقرن في محافظة العرضيات في منطقة مكة المكرمة في المملكة العربية السعودية، وفي قمته قرية أثرية قديمة مهجورة بنفس اسم الجبل، وفي سفحه تقع قرية الخش التي يسكنها آل طارق من بني رزق من بلقرن.